# Néa Estía
Néa Estía, en grec moderne : Νέα Εστία, est un magazine littéraire grec qui est publié depuis 1927. Fondé par Konstantíno Sarandópoulo et dirigé par l'écrivain et journaliste Grigórios Xenópoulos, c'est le plus ancien magazine littéraire de Grèce. Son directeur, depuis 2012, est l'écrivain et professeur d'université Níkos Karapidákis (el) et son éditeur est la société Vivliopolíon tis Estías (el) qui est dirigée par sa propriétaire, l'écrivaine Éva Karaïtidis, depuis 1998. 

## Contexte
Au XIXe siècle, entre 1876 et 1895, la revue Estía (el) est publiée. Il s'agit initialement d'une publication familiale, qui devient ensuite une publication artistique. Elle est d'abord dirigée par l'éditeur Pávlos Diomídis (el), puis en 1889 conjointement par Nikólaos Polítis (el), folkloriste et professeur d'université, et Geórgios Drosínis (el), poète, prosateur et journaliste.
De 1894 à 1895, date de l'arrêt de la publication, l'homme de lettres et journaliste Grigórios Xenópoulos prend le relais, sous le nom de Estía illustré (Εικονογραφημένη Εστία), tandis qu'au même moment Geórgios Drosínis commence à publier le journal Estía. Trente ans plus tard, Xenópoulos veut faire revivre le magazine, mais le journal Estía est passé aux mains d'Ádonis Kýrou (el), qui l'empêche d'utiliser le même nom devant les tribunaux. Ainsi, le magazine reçoit le nom de Néa Estía et il est publié, pour la première fois, le 15 avril 1927.